# 危害国家安全罪
危害国家安全罪是《中华人民共和国刑法》规定的一类罪名。根据《中华人民共和国刑法》分则第1章第102条至113条的规定，危害国家安全罪主要包括“危害中华人民共和国的主权、领土完整和安全”，“分裂国家、破坏国家统一”，“武装叛乱”，“颠覆国家政权、推翻社会主义制度”和“投敌叛国”。
在言论方面，《刑法》第103条第2款规定了煽动分裂国家罪：“煽动分裂国家、破坏国家统一的，处5年以下有期徒刑、拘役、管制或者剥夺政治权利；首要分子或者罪行重大的，处五年以上有期徒刑。”；第105条第2款规定了煽动颠覆国家政权罪：“以造谣、诽谤或者其他方式煽动颠覆国家政权、推翻社会主义制度的，处五年以下有期徒刑、拘役、管制或者剥夺政治权利” 。

## 历史
1993年，第七届全国人大常委会通过《中华人民共和国国家安全法》，以“危害国家安全罪”代替了过去刑法中的“反革命罪”。国务院总理李鹏于1994年6月4日签字生效了进一步的《中华人民共和国国家安全法实施细则》。其中关于“危害国家安全的其他破坏活动”的定义解释如下：
1. 组织、策划或者实施危害国家安全的恐怖活动的；
2. 捏造，歪曲事实，发表，散布文字或者言论，或者制作，传播音像制品，危害国家安全的；
3. 利用设立社会团体或者企业事业组织，进行危害国家安全活动的；
4. 利用宗教进行危害国家安全活动的。 ……

## 罪名
- 背叛国家罪（刑法第102条）
- 分裂国家罪、煽动分裂国家罪（刑法第103条）
- 武装叛乱、暴乱罪（刑法第104条）
- 颠覆国家政权罪、煽动颠覆国家政权罪（刑法第105条）
- 资助危害国家安全犯罪活动罪（刑法第107条）
- 投敌叛变罪（刑法第108条）
- 叛逃罪（刑法第109条）
- 间谍罪（刑法第110条）
- 为境外窃取、刺探、收买、非法提供国家秘密、情报罪（刑法第111条）
- 资敌罪（刑法第112条）

## 国际标准
所谓“危害国家安全”，国际人权规范要求这一指控应当有明确、清楚的法律定义，使个人可以明确某一具体行为属于非法行为。1995年，南非国际人权会议制订了《乔纳罕斯堡原则》，特别强调言论表达和信息的自由不得以国家安全的名义强加限制，除非政府能够面对独立，公正和公开的法庭，证明这些限制有法律依据，而且是为了保护合法的国家安全利益的。证明的责任一方是政府。
国际人权规范下，唯有在整个国家或其领土受到立刻的，来自外部或内部暴力性质的威胁时，政府方可以宣布“安全紧急状态”。只有在这种特殊状态下，政府才能以立法形式，对宪法保障的公民权利予以临时的限制。《乔纳罕斯堡原则》特别将“国家安全利益”严格限制为“政府面对来自内部或外部的暴力或暴力威胁，保护国家存在或领土完整的能力”。在国际人权规范下，所谓危害国家安全的言论，必须是政府可以证明：
1. 煽动暴力；
2. 能够煽动起暴力；
3. 在该言论和可能发生的暴力之间有明确的联系。

至于揭露政府的过错；以非暴力言行要求政策的改变，甚至政府的改变；对国家，政府，官员的批评；和人权组织通讯联系等等不能算作危害国家安全。

## 争议

### 刑诉法修正案第73条
2012年3月，中华人民共和国刑事诉讼法修正案第73条关于“涉嫌危害国家安全犯罪”在“通知可能有碍侦查”的情形可不通知被监视居住人的家属的条款在民间及学界引起了巨大争议。不少学界人士呼吁暂缓表决该修正案，民众则在网络上表达对该条款的反对。由于“危害国家安全犯罪”的笼统定义，该条款也同时普遍被认为是“秘密拘捕”条款。
2012年3月8日，全国人大常委会法工委副主任郎胜就民间争议作出回应，称“在我们国家（中国）没有秘密拘捕，法律也没有这样的规定。”